# Solar Fire
Solar Fire je studiové album anglické rockové hudební skupiny Manfred Mann's Earth Band, vydané v roce 1973.

## Seznam skladeb
1. "Father of Day, Father of Night" (Dylan) – 9:55
2. "In the Beginning, Darkness" (Mann, Rogers, Slade) – 5:22
3. "Pluto the Dog" (Mann, Rogers, Slade, Pattenden) – 2:48
4. "Solar Fire" (Mann, Rogers, Slade, Pattenden) – 5:15
5. "Saturn, Lord of the Ring/Mercury The Winged Messenger" (Mann/Mann, Rogers) – 6:31
6. "Earth, The Circle Part 2" (Mann) – 3:23
7. "Earth, The Circle Part 1" (Mann) – 3:56
8. "Joybringer" (Holst, Mann, Rogers, Slade) (bonus na reedici v roce 1998) – 3:25
9. "Father of Day, Father of Night" (edited version) (Dylan) (bonus na reedici v roce 1998) – 3:03

## Sestava
- Manfred Mann – varhany, mellotron, syntžezátor, zpěv
- Mick Rogers – kytara, zpěv
- Chris Slade – bicí
- Colin Pattenden – baskytara
- Irene Chanter – doprovodný zpěv
- Doreen Chanter – doprovodný zpěv
- Grove Singers – doprovodný zpěv